# Culture aborigène d'Australie

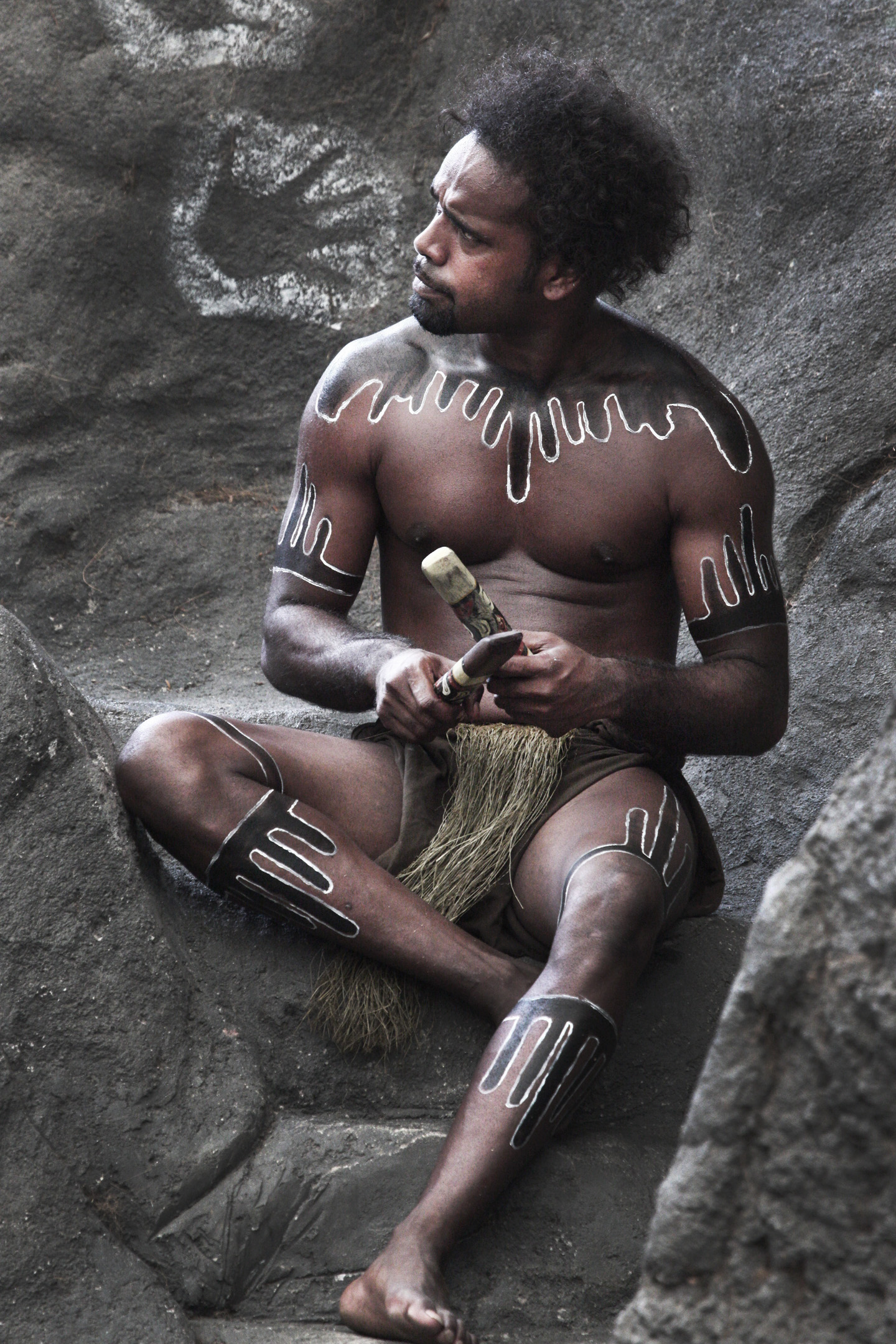
Un Aborigène d'Australie portant des peintures corporelles et tenant des instruments typiques de son peuple.

La culture aborigène d'Australie comprend un certain nombre de pratiques et de cérémonies centrées sur la croyance dans le Temps du rêve et d'autres mythologies des Aborigènes d'Australie. L'accent est mis sur la révérence et le respect de la terre et des traditions orales. Plus de 300 langues et autres groupes aborigènes ont développé un large éventail de cultures individuelles.
En raison de la colonisation de l'Australie selon le concept de terra nullius, ces cultures ont été traitées comme une monoculture (en). L'art des Aborigènes d'Australie existe depuis des milliers d'années et va de l'art rupestre ancien aux paysages modernes à l'aquarelle. La musique aborigène a développé un certain nombre d'instruments uniques. La musique aborigène australienne contemporaine couvre de nombreux genres. Les peuples aborigènes n'ont pas développé de système d'écriture avant la colonisation, mais il existait une grande variété de langues, y compris des langues des signes (en).

## Transmission

### Tradition orale
Les traditions et les croyances culturelles ainsi que les récits historiques d'événements réels sont transmis par la tradition orale aborigène, également connue sous le nom d'histoire orale (bien que cette dernière ait une définition plus spécifique). Certaines de ces histoires sont vieilles de plusieurs milliers d'années. Dans une étude publiée en février 2020, de nouvelles preuves produites à l'aide de la datation radiométrique ont montré que les volcans Budj Bim et Tower Hill (en) sont entrés en éruption il y a au moins 34 000 ans et jusqu'à 400 000 ans. De manière significative, il s'agit d'une « contrainte d'âge minimum pour la présence humaine dans l'État de Victoria », et cela pourrait également être interprété comme une preuve des histoires orales des Gunditjmara, qui racontent que les éruptions volcaniques font partie des plus anciennes traditions orales existantes. Une hache trouvée sous les cendres volcaniques en 1947 était également la preuve que des humains habitaient la région avant l'éruption de Tower Hill.

### Langues
Les langues aborigènes d'Australie se composent d'environ 290 à 363 langues appartenant à environ 28 familles de langues et isolats, parlées par les Aborigènes d'Australie continentale et de quelques îles proches. Les relations entre ces langues ne sont pas claires à l'heure actuelle. De nombreuses cultures aborigènes d'Australie ont ou avaient traditionnellement un langage codé manuellement (en), un homologue en langue des signes de leur langage oral. Cela semble être lié à divers tabous de parole (en) entre certains membres de la famille ou à des moments particuliers, comme pendant une période de deuil pour les femmes ou pendant les cérémonies d'initiation pour les hommes.
Le tabou de parole dans les langues aborigènes australiennes est étroitement lié à des systèmes de parenté tribaux élaborés dans lesquels certains parents sont considérés comme tabous. Les comportements d'évitement diffèrent d'une tribu à l'autre en termes de sévérité et de personnes auxquelles elles s'appliquent. Typiquement, il existe une relation d'évitement entre un homme et sa belle-mère, généralement entre une femme et son beau-père, et parfois entre toute personne et son beau-parent de même sexe. Pour certaines tribus, les relations d'évitement sont étendues à d'autres membres de la famille, comme le frère de la belle-mère chez les Warlpiri ou les cousins croisés chez les Dyirbal. Toutes les relations sont classificatoires — plus de personnes peuvent entrer dans la catégorie « belle-mère » que la simple mère de l'épouse d'un homme,.
L'anglais aborigène australien (en) (AAE) est un dialecte de l'anglais australien utilisé par une grande partie de la population indigène australienne (Aborigènes et Indigènes du détroit de Torrès). Le créole australien est une langue créole à base lexicale anglaise qui s'est développée à partir d'un pidgin utilisé au début de la colonisation européenne. Le pidgin s'est éteint dans la plupart des régions du pays, à l'exception du Territoire du Nord, qui a maintenu un usage dynamique de la langue, parlée par environ 30 000 personnes. Il est distinct du créole du détroit de Torres (en).

## Croyances

### Astronomie
Pour de nombreuses cultures autochtones, le ciel nocturne est le dépositaire d'histoires et de lois. Des lignes de chanson peuvent être tracées à travers le ciel et la terre. Des histoires et des chansons associées au ciel sous de nombreuses tentes culturelles.

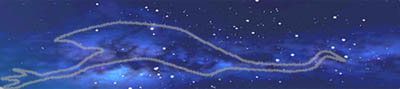
Une représentation de l'« émeu dans le ciel », qui est une constellation composée de nuages sombres plutôt que d'étoiles. La période de l'année où l'émeu dans le ciel se tient droit le soir marque le moment où les œufs d'émeu sont prêts à être ramassés.

### Mythologie aborigène

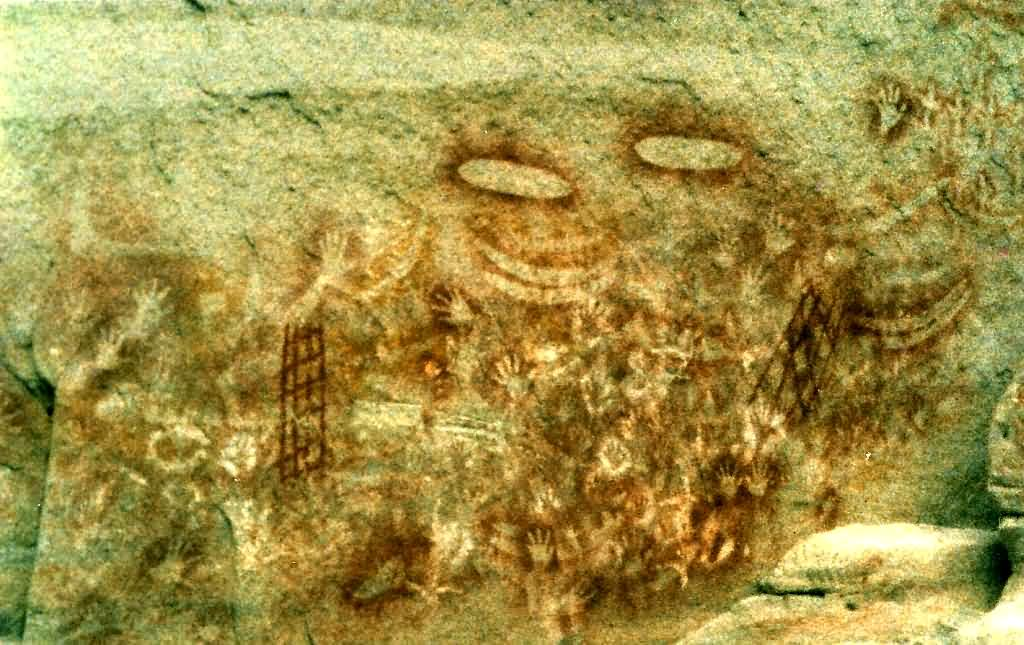
Art aborigène représentant un épisode du Temps du rêve.

La tradition orale et les valeurs spirituelles des Aborigènes d'Australie reposent sur le respect de la terre et sur la croyance dans le Temps du rêve. Il est considéré à la fois comme l'ancien temps de la création et comme la réalité actuelle du temps du rêve. Il décrit la cosmologie aborigène et comprend les histoires ancestrales sur les êtres créateurs surnaturels et la façon dont ils ont créé les lieux. Chaque histoire peut être appelée un temps du rêve, le continent entier étant sillonné de temps du rêve ou de pistes ancestrales, également représentées par des lignes de chanson.
Il existe de nombreux groupes aborigènes différents, chacun ayant sa propre culture, sa propre structure de croyance et sa propre langue.
Parmi les figures mythologiques importante, on retrouve :
- Le serpent arc-en-ciel est un être ancestral majeur pour de nombreux Aborigènes d'Australie.
- Baiame ou Bunjil sont considérés comme les principaux esprits créateurs dans le sud-est de l'Australie.
- Le Dingo rêveur est un ancêtre important dans les régions intérieures du Bandiyan, car le Dingo a formé les lignes de chanson qui traversent le continent du nord au sud et d'est en ouest[9]
- Le Yowie et le Bunyip ont leurs racines dans la mythologie aborigène.

Pour les Aborigènes, certains lieux sont sacrés (en), en raison de leur place centrale dans la mythologie des populations locales.

### Cérémonies et objets sacrés
Les cérémonies des Aborigènes font partie de leur culture depuis le début et jouent toujours un rôle essentiel dans la société. Elles ont lieu souvent, pour de nombreuses raisons différentes, qui sont toutes fondées sur les croyances spirituelles et les pratiques culturelles de la communauté, comme des histoires sur le Temps du rêve, les événements secrets sur les sites sacrés, les retours au pays, les naissances et les décès,. Elles jouent toujours un rôle très important dans la vie et la culture des Aborigènes et sont pratiquées en Terre d'Arnhem et en Australie centrale dans le but d'assurer un approvisionnement abondant en nourriture. Dans de nombreuses régions, elles jouent un rôle important dans l'éducation des enfants, la transmission des traditions de leur peuple, des croyances spirituelles et des techniques de survie ; certaines cérémonies sont un rite de passage pour les adolescents ; d'autres cérémonies sont liées au mariage, à la mort ou à l'enterrement. La plupart comprennent des danses, des chants, des rituels et des décorations corporelles ou des costumes élaborés. L'art rupestre aborigène ancien montre que les cérémonies et les traditions se poursuivent encore aujourd'hui.

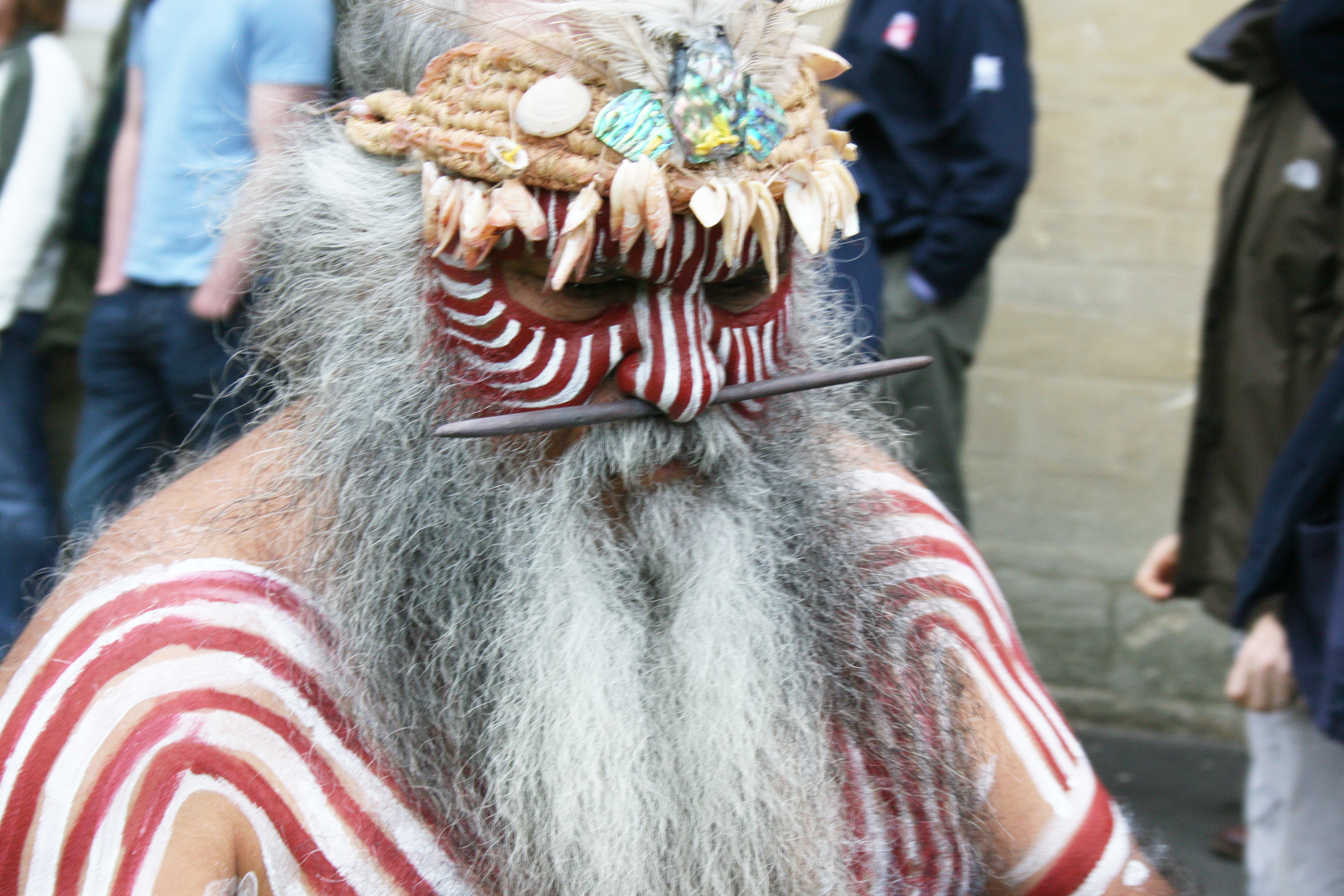
Un aborigène en apparâts lors de la.

Les cérémonies constituent un moment et un lieu où tous les membres du groupe et de la communauté travaillent ensemble pour assurer la survie des croyances spirituelles et culturelles. Certaines histoires sont « possédées » individuellement par un groupe et, dans certains cas, les danses, les décorations corporelles et les symboles d'une cérémonie ne transmettent ces histoires qu'au sein du groupe. Il est donc vital que ces cérémonies soient mémorisées et exécutées correctement. Les hommes et les femmes ont des rôles différents. Ils sont parfois nommés gardiens d'un site sacré ; leur rôle est de prendre soin du site et des êtres spirituels qui y vivent, ce qui est réalisé en partie en accomplissant des cérémonies. Les termes "affaires des hommes" et "affaires des femmes" sont parfois utilisés ; aucun n'a de besoins ou de responsabilités spirituels plus importants que l'autre, mais ils veillent ensemble à la transmission des pratiques sacrées. Les hommes dirigent souvent les cérémonies, mais les femmes sont également les gardiennes de connaissances spéciales, détiennent un grand pouvoir spirituel au sein d'un groupe et peuvent diriger les cérémonies. La participation aux cérémonies peut également être limitée par l'âge, le groupe familial, le groupe linguistique, mais elle est parfois ouverte à tous, selon l'objectif de la cérémonie.
Les droits d'accès aux chants et danses relatifs à une cérémonie spécifique appartenant à un certain groupe défini (appelés manikay par les peuples Yolngu du nord-est de la Terre d'Arnhem, ou chants de clan) ; certains peuvent être partagés avec des personnes extérieures à la communauté, mais d'autres ne sont jamais partagés. Il existe un large éventail de chants, de danses, de musique, d'ornements corporels, de costumes et de symbolisme, destinés à relier le corps au monde spirituel des ancêtres. Les cérémonies aident à maintenir l'identité des Aborigènes d'Australie (en) ainsi que le lien du groupe avec le pays et la famille.

#### Exemples de cérémonies

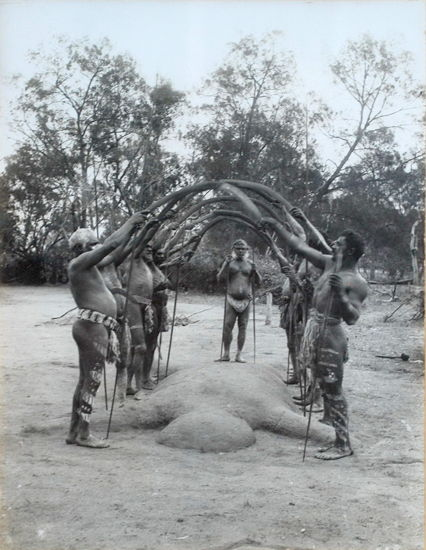
Cérémonie d'une bora.

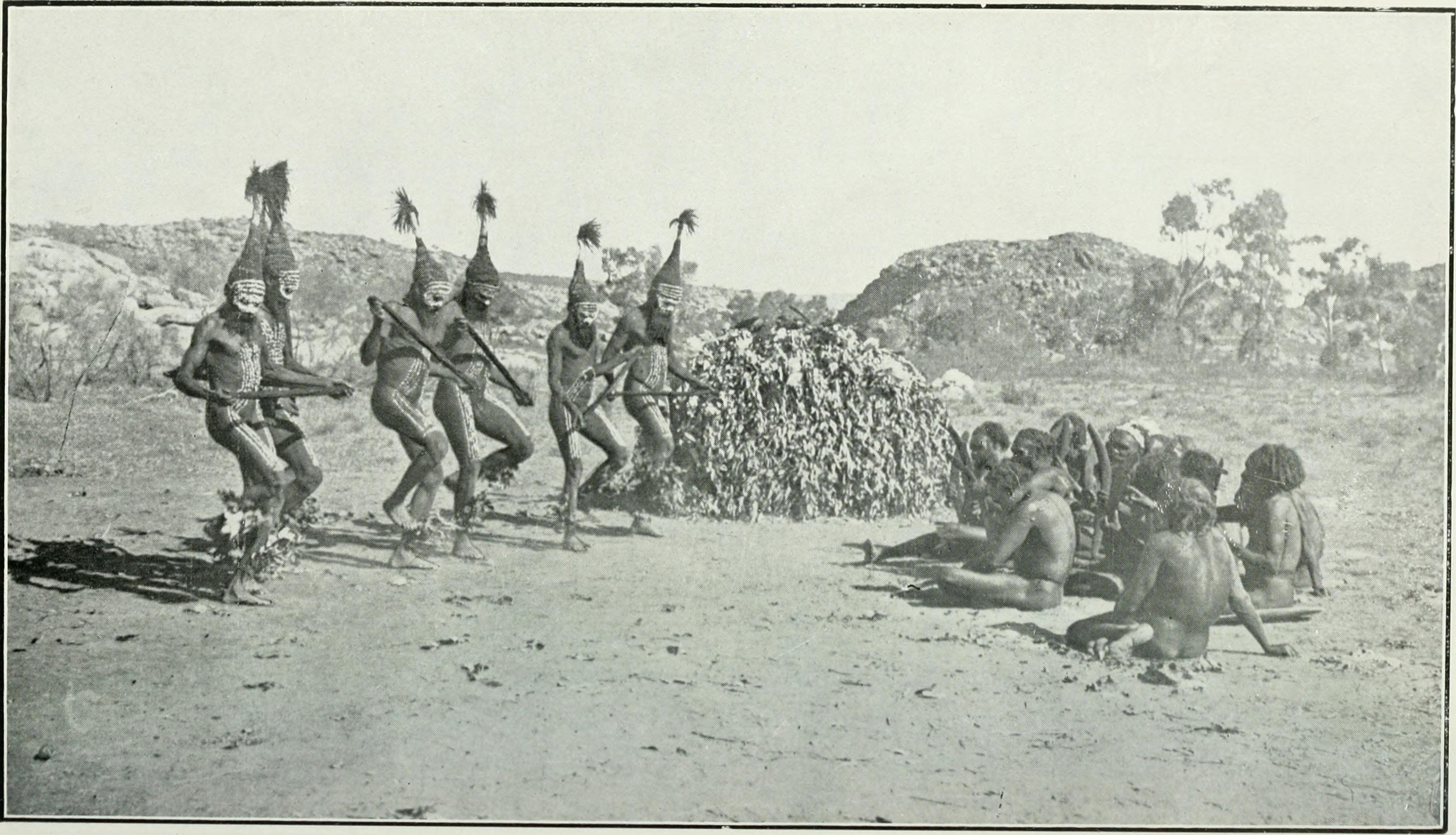
Danse lors d'une corroboree.

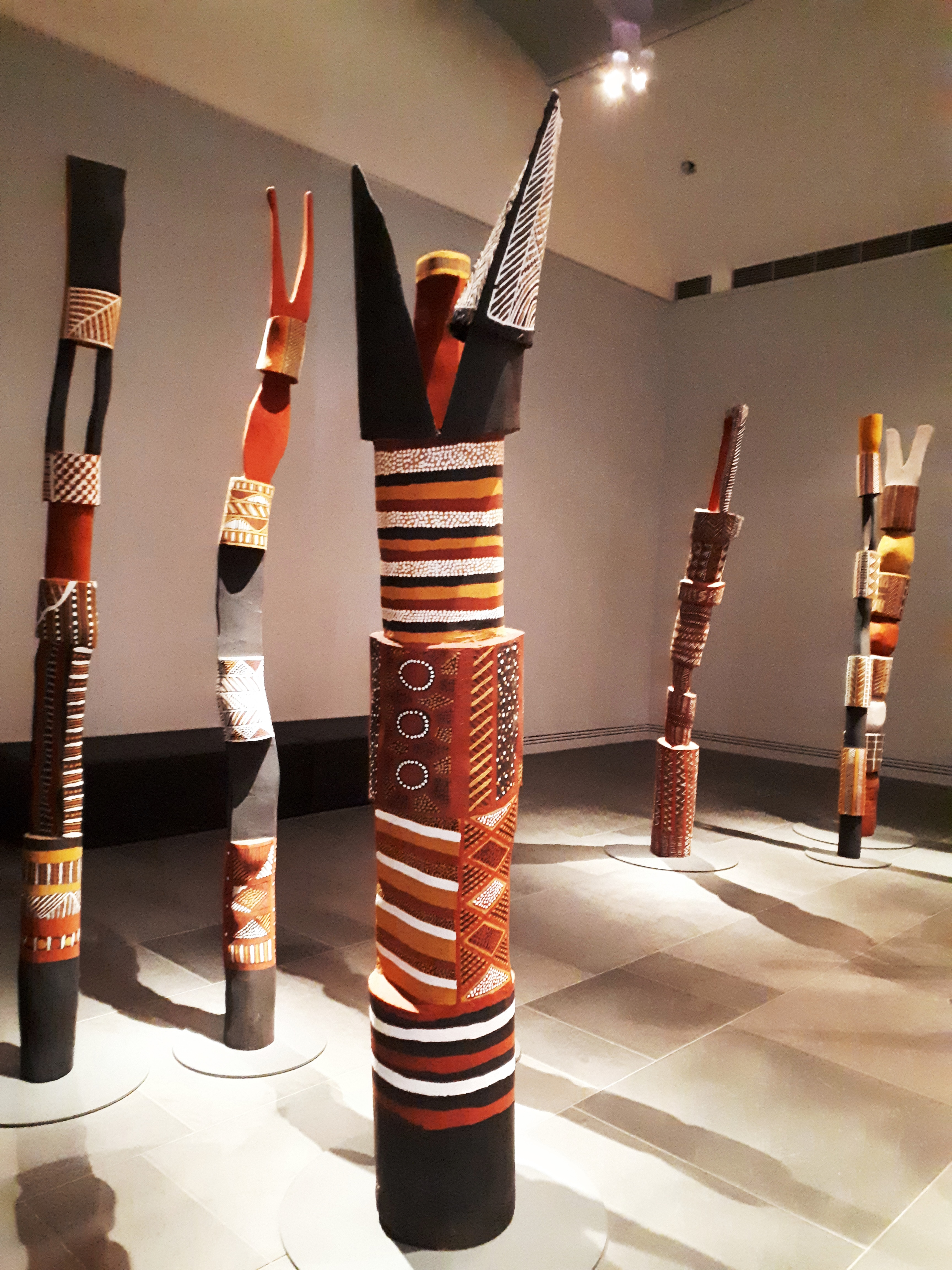
Poteaux funéraires de la cérémonie pukamani, sur les îles Tiwi.

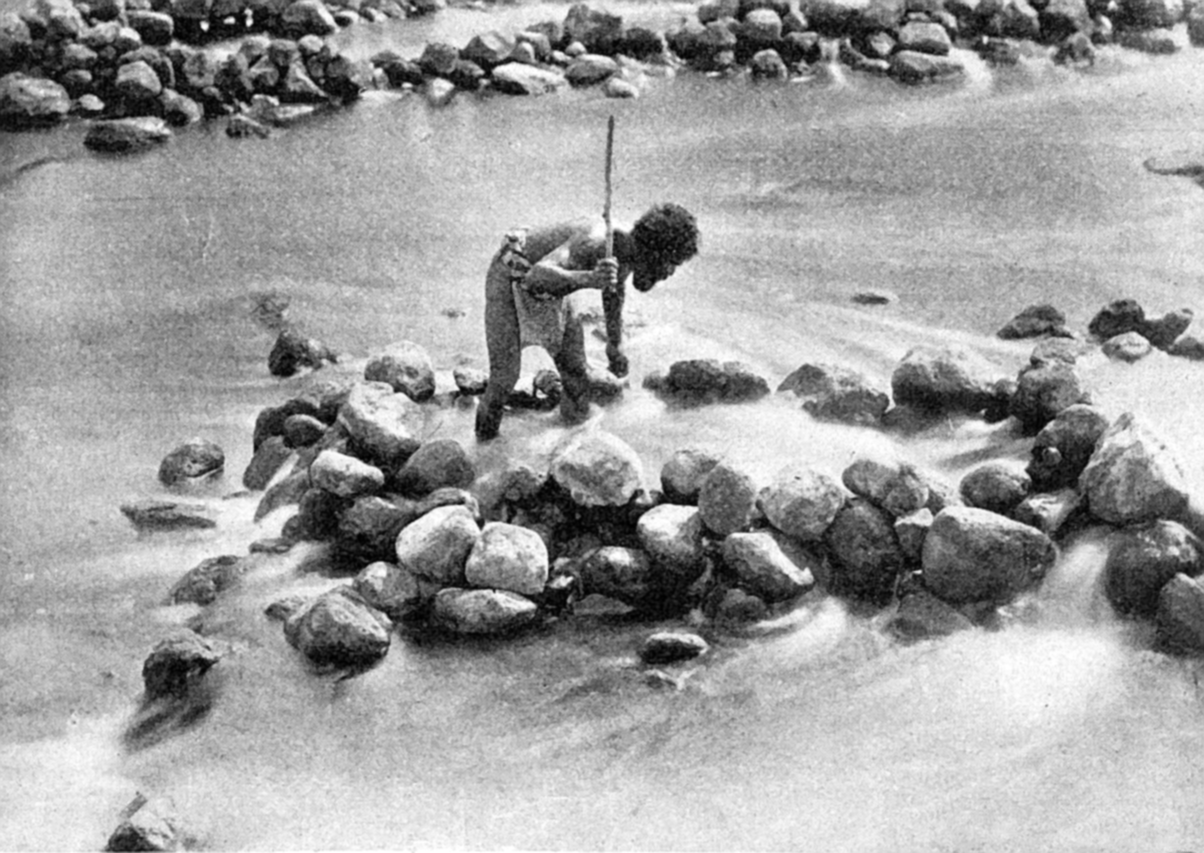
Un jeune homme utilisant un piège à poissons lors d'un walkabout.

- Une bora (en) est une cérémonie d'initiation au cours de laquelle les jeunes garçons (Kippas) deviennent des hommes[16]
- La fête du bunya[a] organisée dans l'arrière-pays de la Sunshine Coast du Queensland est bien connue. Des représentants de nombreux groupes différents du sud du Queensland et du nord de la Nouvelle-Galles du Sud se réunissaient pour discuter de questions importantes liées à l'environnement, aux relations sociales, à la politique et aux traditions du Temps du rêve, tout en festoyant et en partageant des cérémonies de danse. De nombreux conflits étaient réglés lors de cet événement, et les conséquences des violations des lois étaient discutées[12].
- Les pratiques funéraires diffèrent d'un groupe à l'autre. Dans certaines régions du nord de l'Australie, l'enterrement se fait en deux étapes. Après que le corps ait séjourné sur une plate-forme surélevée, recouverte de feuilles et de branches, suffisamment longtemps pour que la chair se détache des os, ces derniers sont ramassés, peints à l'ocre et dispersés de diverses manières[11].
- Un corroboree est une réunion cérémoniale pour les Aborigènes d'Australie, en interaction avec le Temps du rêve et accompagnée de chants et de danses. Elles diffèrent d'un groupe à l'autre, et peuvent être sacrées et privées[8].
- Une ilma désigne à la fois une cérémonie ou un spectacle public du peuple Bardi, et les objets portés à la main utilisés dans ces cérémonies. Elle est destinée à enseigner des histoires, des chansons et le droit coutumier lors de ces cérémonies. Les objets ont été décrits comme des « symboles de performance de la loi et de la coutume Bardi, qui racontent des histoires sur les terres et les mers de la péninsule de Dampier »[17]
- L'inma est une cérémonie culturelle des femmes Aṉangu du centre de l'Australie, impliquant des chants et des danses et incarnant les histoires et les dessins du tjukurrpa (loi ancestrale, ou temps du rêve). La cérémonie est empreinte de camaraderie, de joie, d'espièglerie et de sérieux, et peut durer des heures. Il existe de nombreux inma différents, tous profondément significatifs pour la culture[18],[19],[20].
- Le mamurrng est une cérémonie de la Terre d'Arnhem occidentale au cours de laquelle deux communautés linguistiques différentes se réunissent pour faire du commerce et de la diplomatie[21].
- La cérémonie de l'étoile du matin est une cérémonie mortuaire de la fraction Dhuwa[22],[23]
- Le ngarra est l'un des principaux rituels régionaux pratiqués dans le nord-est de la Terre d'Arnhem, initié par le clan Rirratjingu du peuple Yolŋu d'Arnhem Est. Le premier ngarra a été effectué par des ancêtres créateurs appelés Djang'kawu sur le site sacré de Balma, à Yalangbara (en), après avoir donné naissance au premier du clan Rirratjingu[24].
- Un pukamani, ou pukumani, est une cérémonie funéraire des îles Tiwi, qui dure plusieurs jours autour de la tombe du défunt, environ six mois après son décès. Des poteaux funéraires élaborés, appelés tutini, sont érigés autour de la tombe avant la cérémonie, et des danseurs dansent et chantent autour des poteaux[25],[26].
- La cérémonie ROM (ou Rom), qui comprend des chants, des danses et des artefacts, consiste à présenter à d'autres communautés voisines des mâts totémiques décorés, dans le but d'établir ou de rétablir des relations amicales avec elles — une forme de diplomatie. Le processus de fabrication et de décoration des mâts peut s'étendre sur plusieurs semaines, et implique des sessions successives de chants et de danses, culminant dans la cérémonie où les cadeaux sont échangés[27]. En avril 2017, un festival de quatre jours pour marquer la cérémonie du Rom a été suivi par environ 500 personnes à l'école de Gapuwiyak (en), dans le nord-est de la Terre d'Arnhem. Il était prévu d'organiser cet événement chaque trimestre[28].
- Une cérémonie de fumage (en) est un rituel de purification pratiqué lors d'occasions spéciales.
- Les Tjurunga (ou churinga) sont des objets ayant une signification religieuse pour les groupes Arrernte d'Australie centrale.
- Le walkabout est un rite de passage de l'adolescence.
- Le Welcome to Country (en) (accueil au Pays) est un rituel qui se déroule aujourd'hui lors de nombreux événements organisés en Australie et qui vise à souligner l'importance culturelle de la région environnante pour un groupe aborigène particulier. L'accueil doit être effectué par un aîné reconnu du groupe. La cérémonie de bienvenue est parfois accompagnée d'une cérémonie du tabac, de musique ou de danse.

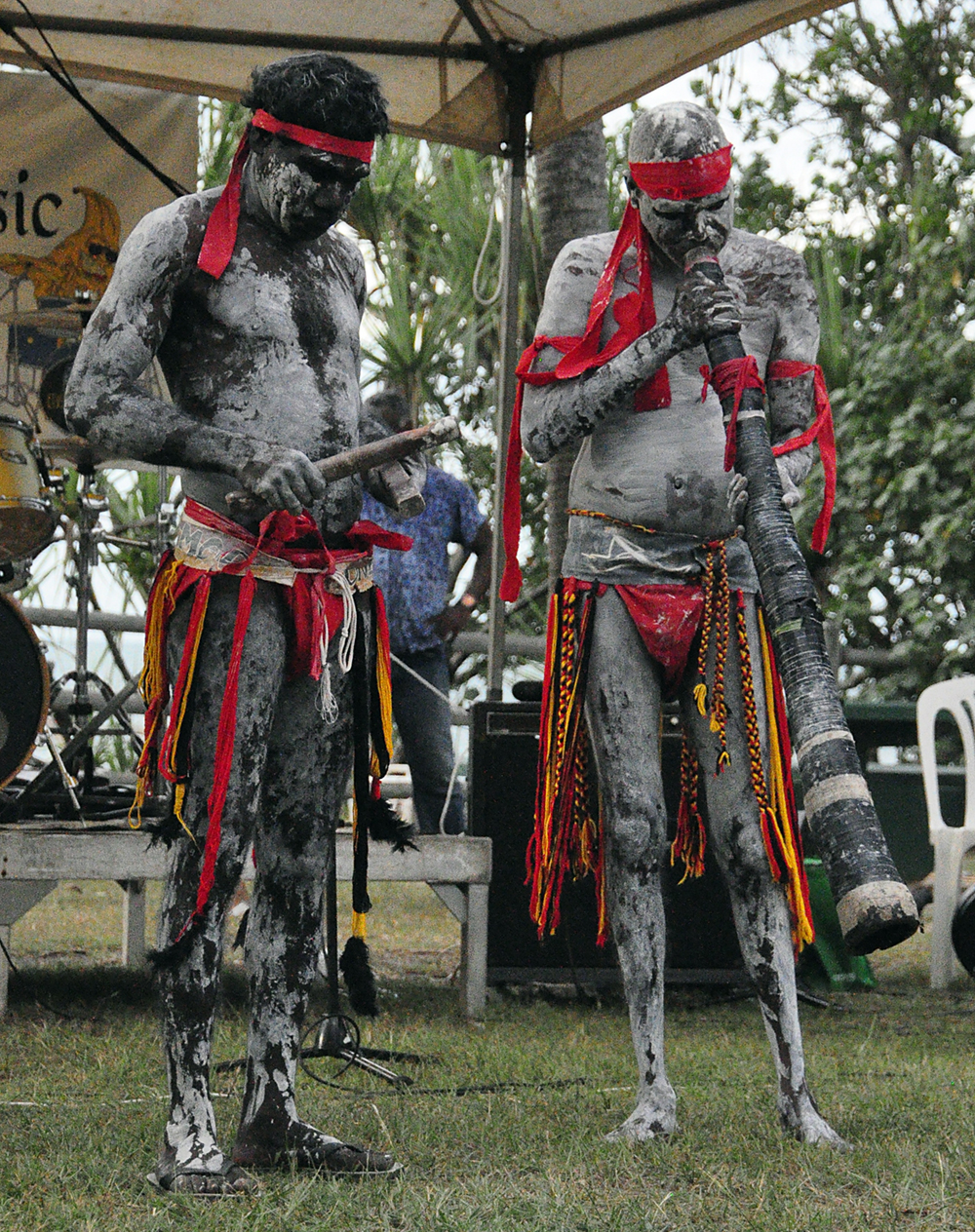
Aborigènes jouant du didjeridoo et des clapsticks.

#### Instruments et objets sacrés
Le didjeridoo est originaire du nord de l'Australie, mais il est maintenant utilisé sur tout le continent. On utilise des clapsticks (en), des hochets à graines et des objets tels que des pierres ou des morceaux de bois ; dans quelques régions, les femmes jouent d'un tambour en peau de goanna, de serpent, de kangourou ou d'émeu.

#### Lieux sacrés
Les sites sacrés aborigènes peuvent être un élément du paysage et, dans les zones côtières, se trouver sous l'eau. Le statut du site est dérivé d'une association avec un aspect de la tradition sociale et culturelle, qui est liée à des êtres ancestraux, connus collectivement sous le nom de Temps du rêve, qui ont créé les aspects physiques et sociaux du monde. L'accès au site peut être restreint en fonction du sexe, du clan ou d'un autre groupement aborigène, ou encore d'autres facteurs.

## Droit coutumier
Les mots law (litt. loi) et lore (litt. coutume, tradition) sont couramment utilisés de manière interchangeable : la « loi » a été introduite par les Britanniques, tandis que la lore se rapporte aux coutumes et aux histoires du Temps du rêve, qui ont été transmises à travers d'innombrables générations par le biais de chants, d'histoires et de danses. Apprises dès l'enfance, les coutumes dictent les règles d'interaction avec la terre, la parenté et la communauté.

### Kurdaitcha
Le kurdaitcha (en) (ou « homme kurdaitcha », et également orthographié kurdaitcha, gadaidja, cadiche, kadaitcha, ou karadji) est un type de chaman chez les Arrernte, un groupe aborigène d'Australie centrale. Le kurdaitcha peut être amené à punir un coupable par la mort. Le mot peut également se rapporter au rituel dans lequel la mort est voulue par l'homme kurdaitcha, connu également sous le nom de bone-pointing (litt. pointage par l'os).

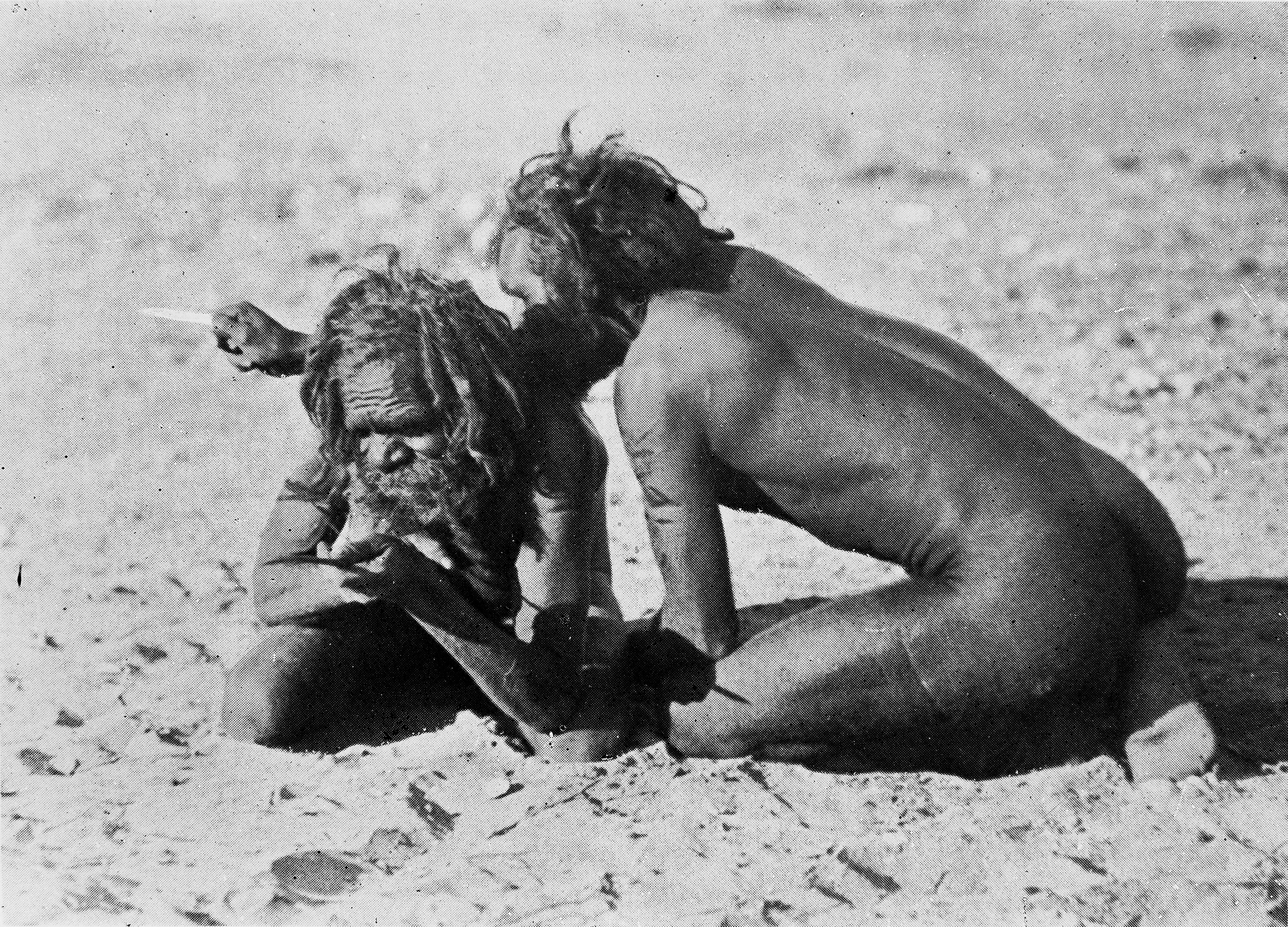
Des hommes Luritja en train d'utiliser le pointage par l'os.

L'idée que la mort puisse résulter du fait qu'un os soit pointé sur une victime n'est pas sans fondement. D'autres rituels similaires provoquant la mort ont été enregistrés dans le monde entier. Les victimes deviennent léthargiques et apathiques, refusant généralement de manger ou de boire, la mort survenant souvent quelques jours après avoir été « maudites ». Lorsque les victimes survivent, on suppose que le rituel était défectueux dans son exécution. Le phénomène est reconnu comme psychosomatique dans la mesure où la mort est causée par une réponse émotionnelle — souvent la peur — à une force extérieure suggérée et est connu sous le nom de « mort vaudou (en) ». Comme ce terme fait référence à une religion spécifique, le corps médical a suggéré que la « mort volontaire » ou le « syndrome du pointage par l'os » est plus approprié,. En Australie, la pratique est encore suffisamment courante pour que les hôpitaux et le personnel infirmier soient formés à gérer les maladies causées par les « mauvais esprits » et le pointage par l'os.

### Terre d'Arnhem
Le système complet du droit coutumier Yolngu est le Madayin, qui incarne les droits et les responsabilités des détenteurs de la loi, ou citoyens (rom watangu walal, ou simplement rom). Le Madayin comprend le rom, ainsi que les objets qui symbolisent la loi, les règles orales, les noms et les cycles de chants, et les lieux sacrés qui sont utilisés pour maintenir, développer et fournir une éducation à la loi. Le rom peut être traduit grossièrement par « loi » ou « culture », mais il incarne bien plus que ces deux mots. Galarrwuy Yunupingu (en) a décrit le rom watangu comme la loi suprême du pays, qui est « durable et vivante [...] ma colonne vertébrale ».
Elle couvre la propriété des terres, des eaux et des ressources de cette région ; elle contrôle le commerce de la production et comprend des lois sociales, religieuses et éthiques. Il s'agit notamment de lois relatives à la conservation et à l'exploitation de la flore et de la faune. Le respect du Madayin crée un état d'équilibre, de paix et de véritable justice, connu sous le nom de Magaya.
Les roms comprennent l'artisanat de la brousse, comme la vannerie et la fabrication de paillasson, et des histoires qui enseignent l'histoire, la chasse, la fabrication de lances, la collecte de nourriture du bush, la construction d'abris et de radeaux, divers rituels et la prise en charge des autres.
« Rom » est un mot et un concept partagés par au moins un des peuples voisins, les Anbarra (en), qui pratiquent également une cérémonie Rom,.

## Art et artisanat

### Arts graphiques

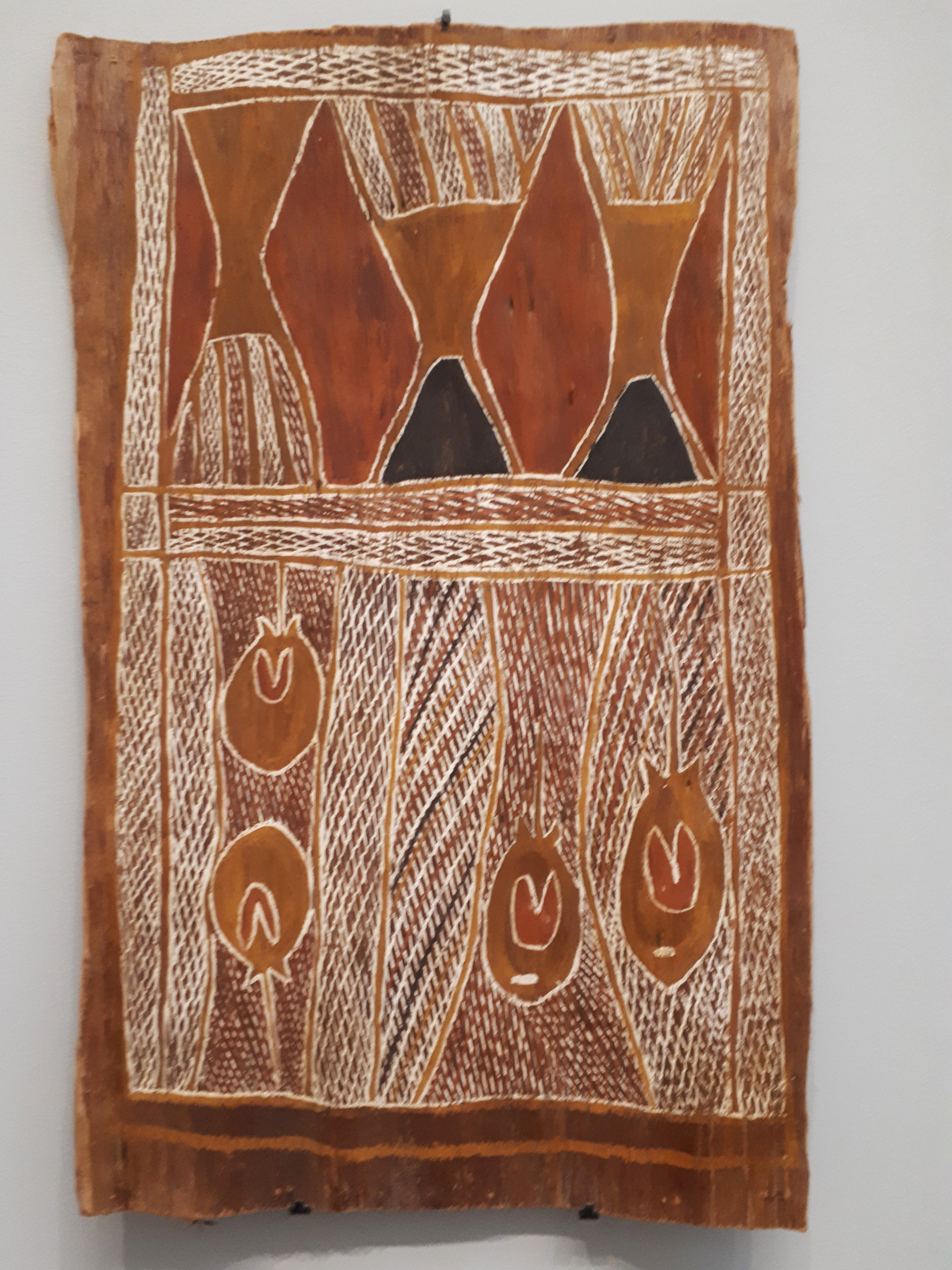
La Mer et le Ciel (1948), peinture sur écorce.

L'art graphique aborigène australien a une histoire qui s'étend sur des milliers d'années. Les artistes aborigènes perpétuent ces traditions en utilisant des matériaux modernes et traditionnels dans leurs œuvres. L'art aborigène est la forme d'art australien la plus reconnue internationalement. Plusieurs styles d'art aborigène se sont développés à l'époque moderne, notamment les aquarelles d'Albert Namatjira, l'école d'Hermannsburg (en) et le mouvement acrylique pointilliste Papunya Tula. La peinture est une importante source de revenus pour certaines communautés d'Australie centrale, comme à Yuendumu (en).
La peinture sur écorce est une forme d'art aborigène australien qui consiste à peindre l'intérieur d'une bande d'écorce d'arbre. Il s'agit d'une forme d'expression artistique continue en Terre d'Arnhem (notamment chez les Yolngu) et dans d'autres régions du Top End de l'Australie, y compris dans certaines parties de la région de Kimberley en Australie occidentale. Traditionnellement, les peintures sur écorce étaient produites à des fins pédagogiques et cérémonielles et étaient des objets éphémères. Aujourd'hui, elles sont très recherchées par les collectionneurs et les institutions artistiques publiques.
Les Yolngu et les Bininj (en) (tous deux de la Terre d'Arnhem) fabriquent des poteaux funéraires (ou lorrkkon, ḻarrakitj, ḏupun). Destiné traditionnellement à contenir les ossements d'une personne et aux rites funéraires, ces troncs d'arbre creux décoré de motifs élaborés sont dorénavant de pures créations artistiques. L'exposition permanente Mémorial aborigène de la Galerie nationale d'Australie, se compose de 200 créations, créés par 43 artistes,.
La vannerie est pratiquée traditionnellement par les femmes de nombreux peuples autochtones du continent depuis des siècles,.

### Littérature
Au moment de la première colonisation, les Indigènes d'Australie n'avaient pas développé de système d'écriture, de sorte que les premiers témoignages littéraires sur ces peuples proviennent des journaux des premiers explorateurs européens, qui contiennent des descriptions du premier contact.
Une lettre au gouverneur Arthur Phillip écrite par Bennelong en 1796 est la première œuvre connue écrite en anglais par un Aborigène.
Alors que son père, James Unaipon (en) (vers 1835-1907), a contribué aux récits de la mythologie ngarrindjeri rédigés par le missionnaire George Taplin (en) en Australie-Méridionale, David Unaipon (1872-1967) a fourni les premiers récits de la mythologie aborigène écrits par un Aborigène, Legendary Tales of the Australian Aborigines (1924-25), et a été le premier auteur aborigène à être publié.
Les pétitions de l'écorce Yirrkala (en) de 1963 sont le premier document aborigène traditionnel reconnu par le Parlement d'Australie.
Oodgeroo Noonuccal (1920-1993) est une célèbre poétesse, écrivaine et militante des droits aborigènes, à qui l'on doit la publication du premier recueil de vers aborigène intitulé en anglais We Are Going (1964).
En 1987, les mémoires de Sally Morgan, My Place, ont fait connaître les histoires des Aborigènes.
Les militants aborigènes de premier plan que sont Marcia Langton (auteure de la série télévisée documentaire First Australians (en), 2008) et Noel Pearson (Up from the Mission, 2009) sont des contributeurs contemporains à la non-fiction australienne. Parmi les autres voix d'Indigènes d'Australie, citons les dramaturges Jack Davis (en) et Kevin Gilbert (en).
Parmi les écrivains qui se sont fait connaître au XXIe siècle figurent Kim Scott, Alexis Wright, Kate Howarth (en), Tara June Winch, Yvette Holt (en) et Anita Heiss. Parmi les auteurs indigènes qui ont remporté le prix Miles-Franklin, on trouve Kim Scott, qui a été lauréate (conjointement avec Thea Astley) en 2000 pour Benang: From the Heart puis à nouveau en 2011 pour That Deadman Dance. Alexis Wright a remporté le prix en 2007 pour son roman Carpentaria. Melissa Lucashenko a remporté le prix en 2019 pour son roman Too Much Lip.

### Musique

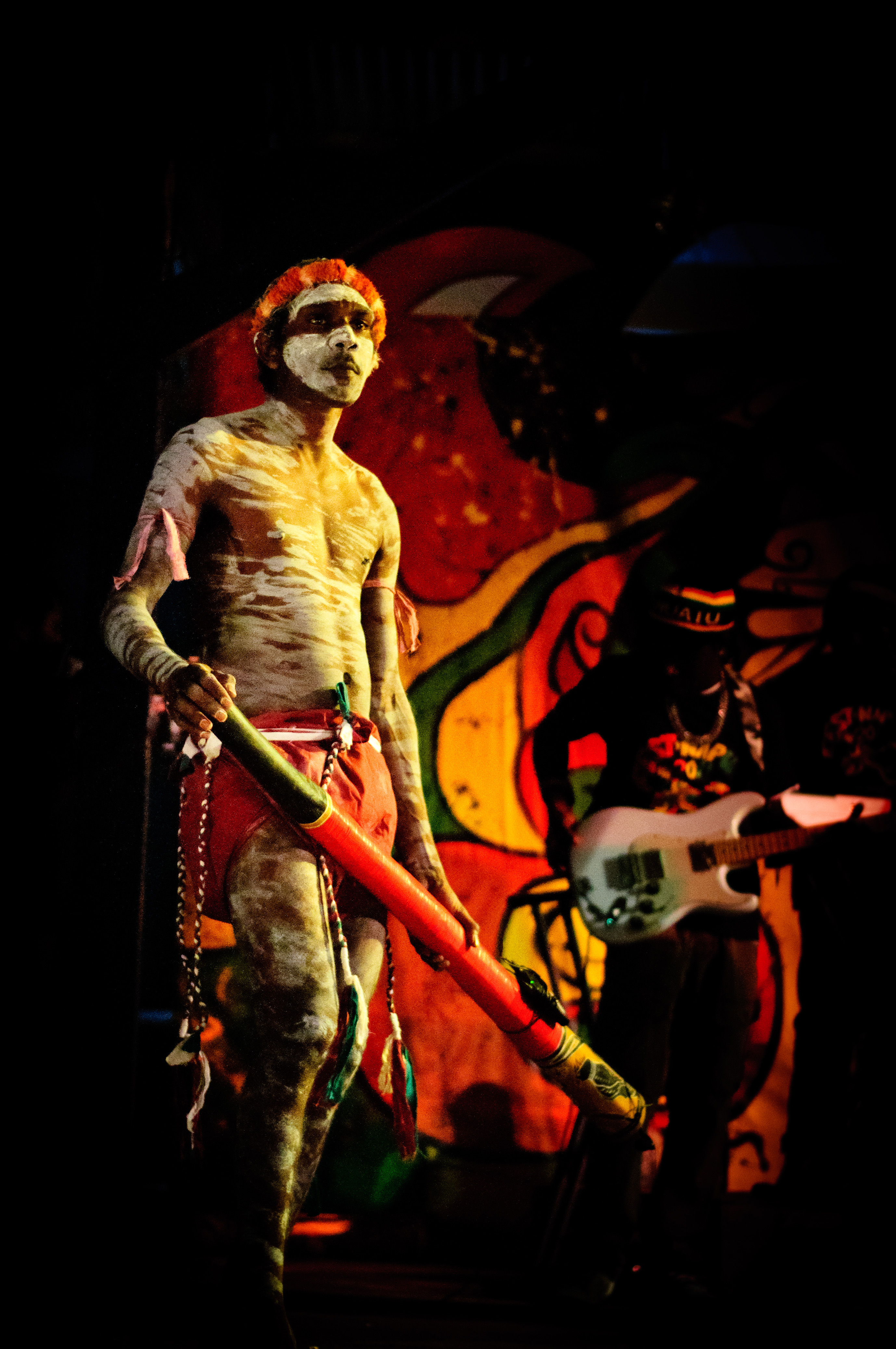
Joueur de didjeridoo dans un groupe moderne.

Les Aborigènes ont développé des instruments de musique et des styles folkloriques uniques. Le didjeridoo est souvent considéré comme l'instrument national des Aborigènes d'Australie ; cependant, il était traditionnellement joué par les peuples du nord de l'Australie, et uniquement par les hommes. Les habitants de la région de Kakadu l'utilisent probablement depuis 1 500 ans.
Les clapsticks (en) sont probablement l'instrument de musique le plus omniprésent, notamment parce qu'ils aident à maintenir le rythme. Plus récemment, les musiciens aborigènes se sont tournés vers le rock and roll, le hip hop et le reggae. No Fixed Address (en) et Yothu Yindi ont été les deux premiers groupes aborigènes à gagner un public populaire parmi les Australiens de toutes cultures.
En 1997, l'État et le gouvernement fédéral ont créé l'Aboriginal Centre for the Performing Arts (en) (ACPA) afin de préserver et d'encourager la musique et le talent aborigènes dans tous les styles et genres, du traditionnel au contemporain.

### Objets traditionnels
Les objets traditionnels des Aborigènes d'Australie comprennent une variété d'artefacts culturels (en) étant pour la plupart polyvalents et pouvant être utilisés pour une variété d'occupations différentes. Les lances, les waddys (massues), les boomerangs et les hielamans (en) (boucliers) étaient généralement utilisés comme armes pour la chasse et la guerre.
Les artefacts de technologie nautique sous forme de pirogues monoxyles et de canoës d'écorce étaient utilisés pour le transport et la pêche. Les artefacts en pierre comprennent des outils de coupe et des meules pour chasser et fabriquer de la nourriture. Les coolamons et les sac-à-mains, tels que les dillybags (en), permettaient aux peuples aborigènes de transporter de l'eau, de la nourriture et de bercer les bébés. Les bâtons à messages (en) étaient utilisés pour la communication, et les artefacts ornementaux à des fins décoratives et cérémonielles. Les jouets des enfants autochtones servaient à la fois à divertir et à éduquer.

## Coutumes

### Cuisine

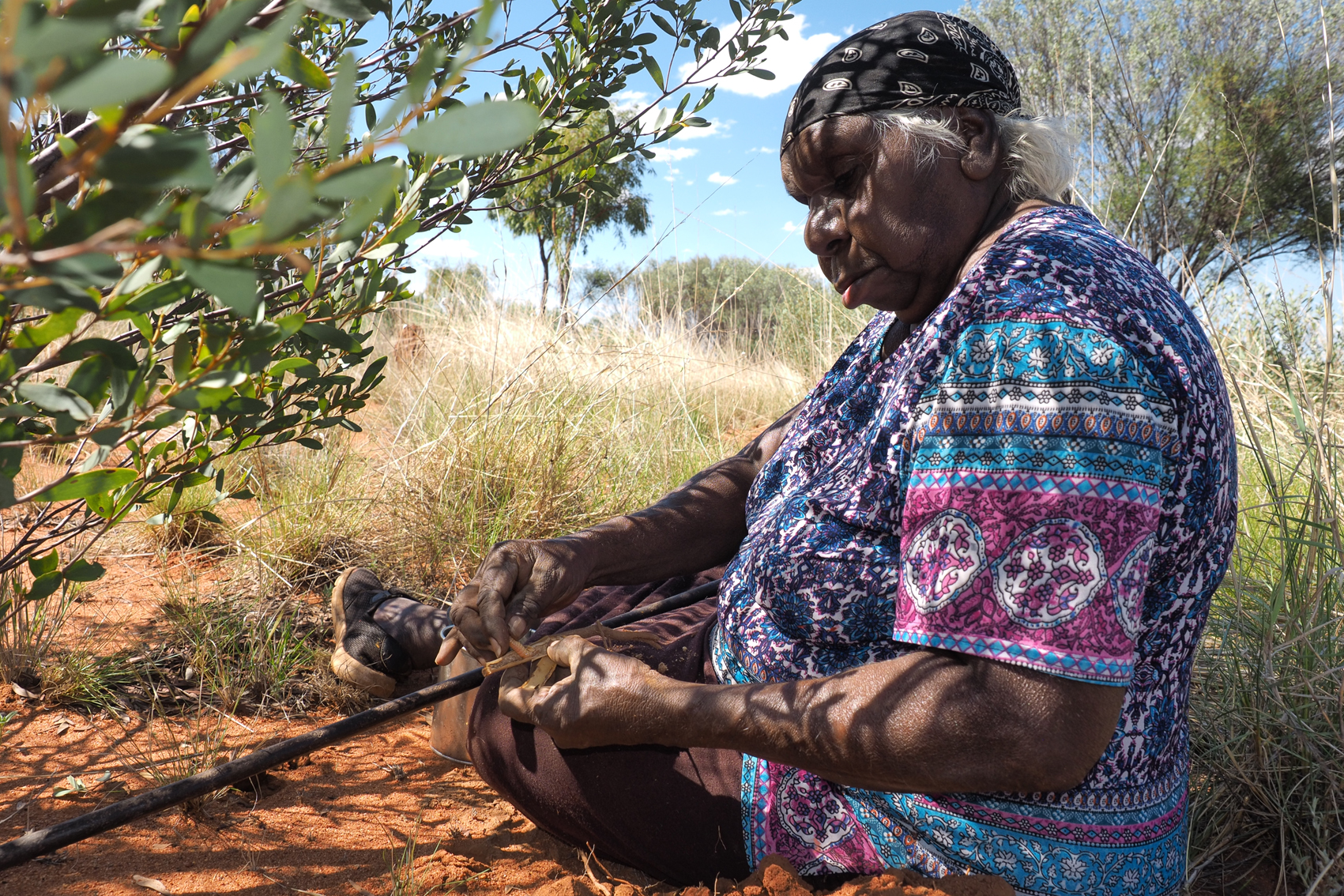
Une Aborigène chassant les larves de papillon dits ' près de Yuendumu.

Les Aborigènes s'alimentent à partir d'animaux, dont le kangourou, l'émeu, les larves de papillon appelés bouffe de sorcière (en) et le crocodile, et les aliments d'origine végétale comprennent des fruits comme le quandong, le kutjera, des épices comme la myrte citronnée et des légumes comme la tétragone cornue et diverses ignames indigènes. Depuis les années 1970, la valeur nutritionnelle et gastronomique des aliments indigènes est reconnue par les Australiens non indigènes, et l'industrie de la nourriture du bush s'est énormément développée.

### Drogues et médecine
Le pituri (en) est un mélange de feuilles et de cendres de bois traditionnellement mâché comme un stimulant (ou, après un usage prolongé, comme un dépresseur) par les Aborigènes sur tout le continent australien. Les feuilles sont récoltées sur l'une des nombreuses espèces de tabac indigène (Nicotiana) ou sur au moins une population distincte de l'espèce Duboisia hopwoodii (en). Diverses espèces d'Acacia, de Grevillea et d'Eucalyptus sont brûlées pour produire la cendre.
Les guérisseurs traditionnels (connus sous le nom de Ngangkari dans les zones de jester occidentales de l'Australie centrale) sont des hommes et des femmes très respectés qui non seulement agissaient en tant que guérisseurs ou médecins, mais aussi généralement comme gardiens d'importantes histoires de Temps du rêve.
La médecine du bush (en) est basée sur les médicaments traditionnels utilisés dans le bush par les Indigènes d'Australie, c'est-à-dire les Aborigènes et les Indigènes du détroit de Torrès. Les indigènes utilisent depuis des milliers d'années divers composants de la flore et de la faune australiennes indigènes comme médicaments, et beaucoup d'entre eux se tournent encore vers les guérisseurs de leurs communautés pour obtenir des médicaments qui leur apportent une guérison physique et spirituelle,.

### Pratiques d'incendie

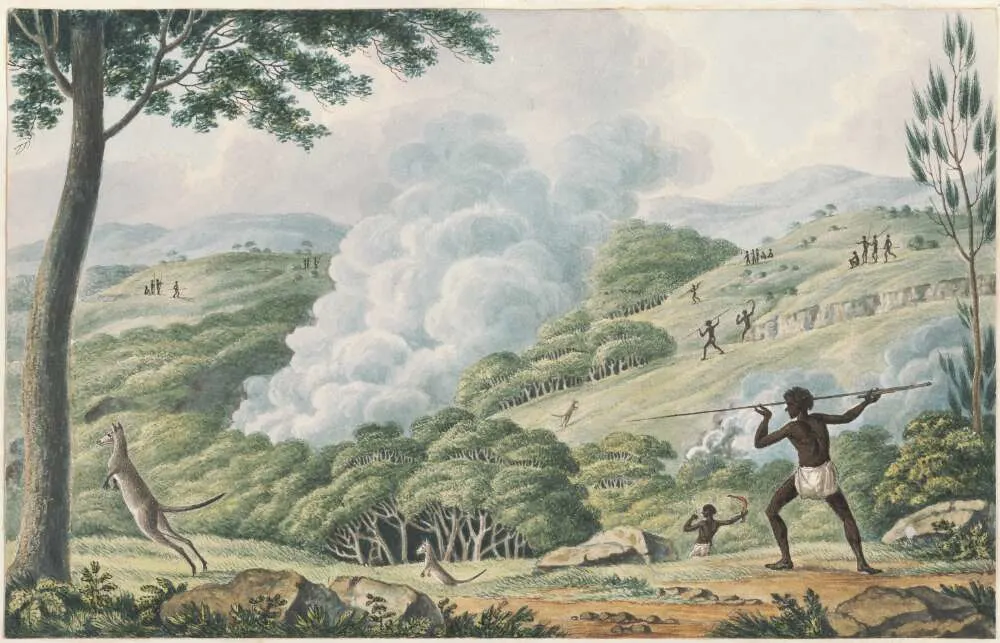
Aborigènes utilisant le feu pour chasser les kangourous, par Joseph Lycett (c. 1817).

Le brûlage culturel (en), identifié par l'archéologue australien Rhys Jones (en) en 1969, est la pratique consistant à brûler régulièrement et systématiquement des parcelles de végétation utilisées en Australie centrale et septentrionale pour faciliter la chasse, réduire la fréquence des grands feux de brousse et modifier la composition des espèces végétales et animales d'une zone. Cette « culture de bâtons de feu » (fire-stick farming) réduit la charge de combustible pour un éventuel grand feu de brousse, tout en fertilisant le sol et en augmentant le nombre de jeunes plantes, fournissant ainsi de la nourriture supplémentaire pour les kangourous et autres animaux chassés pour leur viande. Les Aborigènes du Territoire du Nord considèrent que c'est une bonne pratique d'élevage et qu'il faut « prendre soin de la terre ».

### Sports

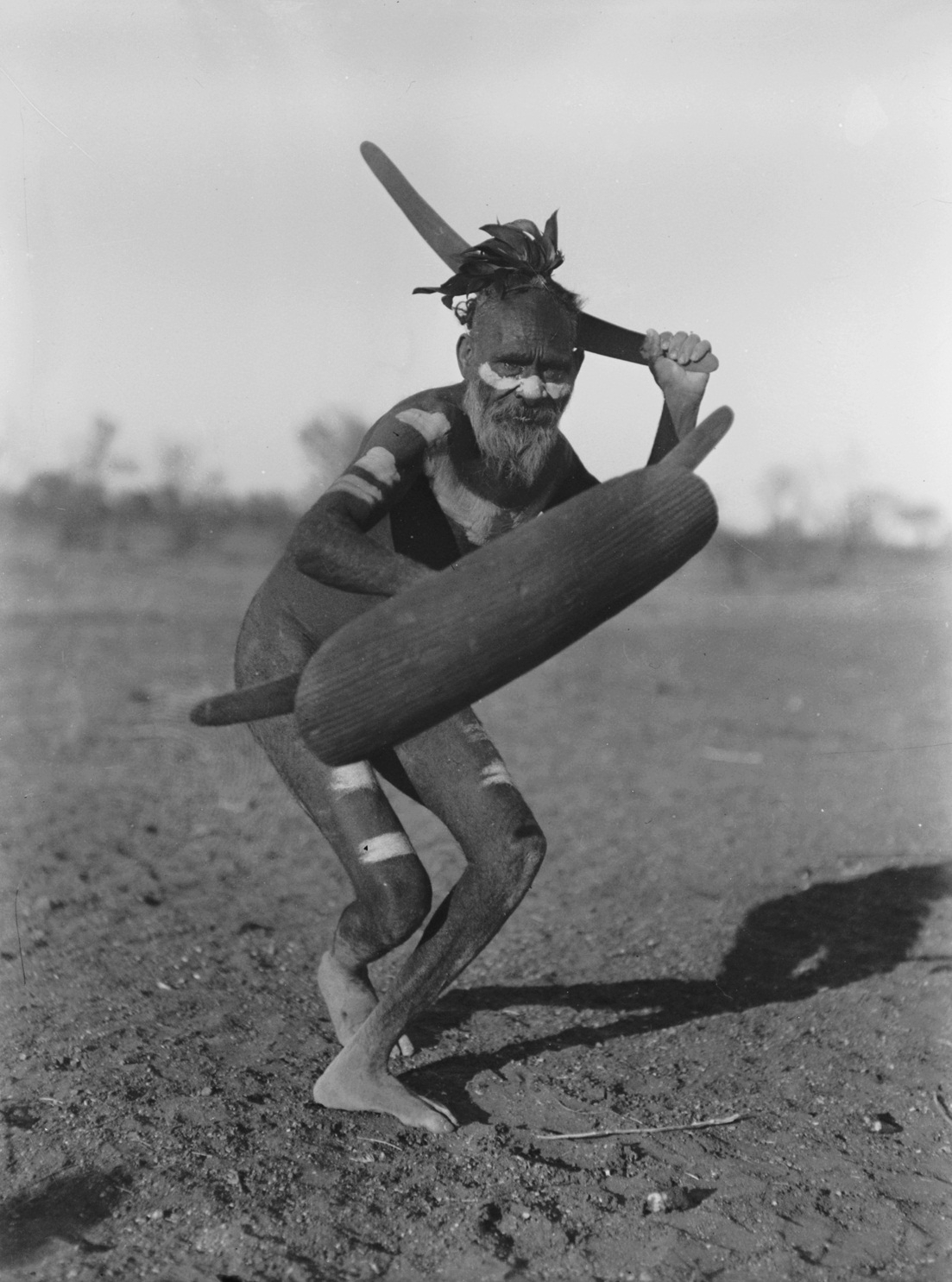
Un Aborigène en position d'attaquer avec un boomerang.

À l'époque de l'arrivée des Européens, la plupart des sports indigènes étaient pratiqués pour le plaisir. Ces sports n'ont pas été absorbés par les sports européens et les traditions sportives ont commencé à s'estomper en même temps que d'autres traditions indigènes.
Les Aborigènes australiens recherchent ensuite des sports comme l'athlétisme et la natation en partie parce qu'ils sont les plus proches des sports traditionnels de leur communauté. Ceux-ci comprenaient notamment le lancer de boomerang et la course à pied.
Le woggabaliri (en) est un « jeu de volley-ball coopératif » traditionnel des indigènes des régions de la Nouvelle-Galles du Sud et des environs. Le ballon était généralement fait de fourrure d'opossum, et était joué par un groupe de quatre à six joueurs en cercle. Il s'agissait d'un jeu de coups de pied coopératif visant à déterminer combien de temps le ballon pouvait rester en l'air avant de toucher le sol.
Les peuples Djabwurrung (en) et Jardwadjali de l'ouest du Victoria pratiquaient autrefois le jeu traditionnel du marngrook, un type de football joué avec une peau d'opossum. Certains commentateurs, dont Martin Flanagan, Jim Poulter et Col Hutchinson, pensent que ce jeu a inspiré Tom Wills, inventeur du code du football australien. Les similitudes entre le marngrook et le football australien incluent le fait de sauter pour attraper le ballon ou de « marquer » haut, ce qui entraîne un coup franc. L'utilisation du mot « marquer » (mark) dans le jeu pourrait avoir été influencée par le mot mumarki, utilisé dans le marngrook, qui signifie « attraper ». Cependant, il s'agit probablement d'une fausse étymologie ; le terme « marque » est traditionnellement utilisé au rugby à XV et dans d'autres jeux antérieurs au football australien pour décrire un coup franc résultant d'une prise de balle, en référence au fait que le joueur fait une marque sur le sol pour tirer un coup franc, plutôt que de continuer à jouer.

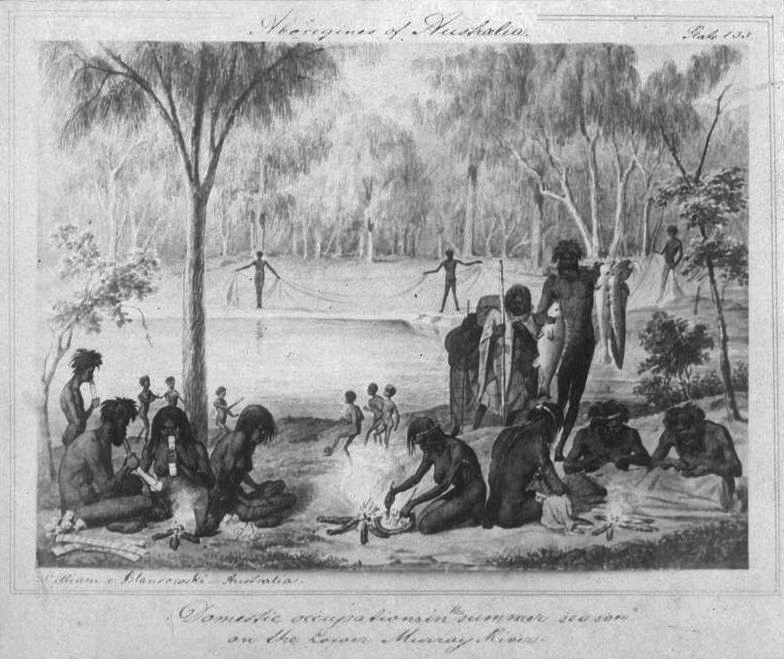
Scène domestique aborigène australienne représentant une récréation traditionnelle, notamment un enfant qui donne un coup de pied dans un ballon, l'objectif et la légende étant de ne jamais laisser le ballon toucher le sol.

Il y a de nombreux joueurs indigènes du football australien au niveau professionnel, avec environ un joueur sur dix d'origine indigène en 2007,. La contribution des Aborigènes au jeu est reconnue par le match annuel de l'Australian Football League (AFL) appelé « Dreamtime at the 'G » au Melbourne Cricket Ground entre les clubs d'Essendon et de Richmond (les couleurs des deux clubs se combinent pour former les couleurs du drapeau aborigène). Témoignant de cette abondance de talents indigènes, les Indigenous All-Stars (en) (anciennement Aboriginal All Stars), une équipe de football entièrement aborigène de niveau AFL, se mesurent à n'importe quelle équipe de football actuelle de l'Australian Football League lors des tests de pré-saison. La fondation et l'académie de football de Clontarf ne sont qu'une des organisations visant à développer les talents aborigènes. Les Tiwi Bombers (en) ont commencé à jouer dans la Northern Territory Football League (en) et sont devenus la première équipe entièrement indigène à participer à une grande compétition australienne.
La Coreeda (en) est un style de lutte folklorique (en) pratiqué en Australie et basé sur les sports de combat aborigènes qui existaient dans la période précoloniale avant le XIXe siècle. Combinant les mouvements de la danse traditionnelle du kangourou comme rituel d'échauffement, avec un style de lutte qui utilise un cercle jaune de 4,5 mètres de diamètre avec des bordures noires et rouges (semblable au drapeau aborigène), Coreeda est souvent comparé à des sports aussi divers que la capoeira et le sumo.
Dans certaines régions d'Australie, un jeu populaire pour les enfants est le weet weet (en), ou lancer le bâton de jeu. Le gagnant lance le weet weet le plus loin ou le plus précisément.